# Tinodes peterressli
Tinodes peterressli är en nattsländeart som beskrevs av Malicky in Kumanski och Malicky 1975. Tinodes peterressli ingår i släktet Tinodes och familjen tunnelnattsländor. Inga underarter finns listade i Catalogue of Life.